# Simplified Aid For EVA Rescue
Simplified Aid For EVA Rescue (SAFER) is een op zichzelf staand voortstuwend rugzaksysteem (jetpack) van NASA dat tijdens een ruimtewandeling wordt gedragen en alleen in noodgevallen wordt gebruikt voor de terugkeer naar het ruimtevaartuig of ruimtestation en is de opvolger van de uitgefaseerde Manned Maneuvering Unit.

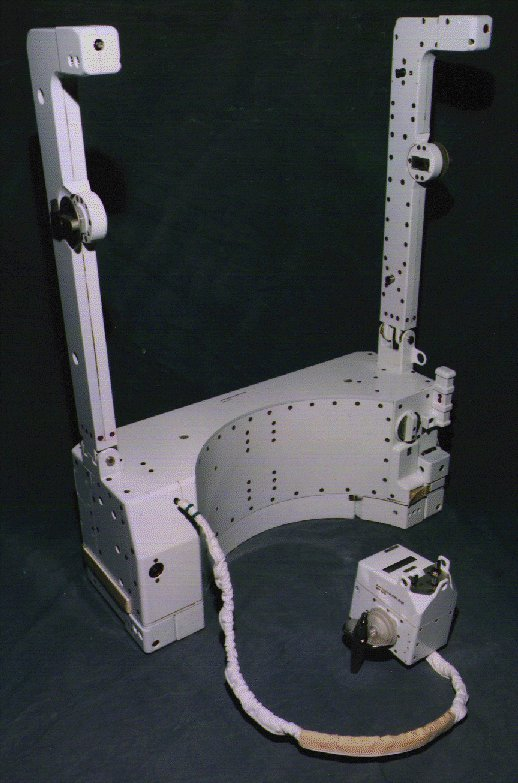
Het SAFER-systeem

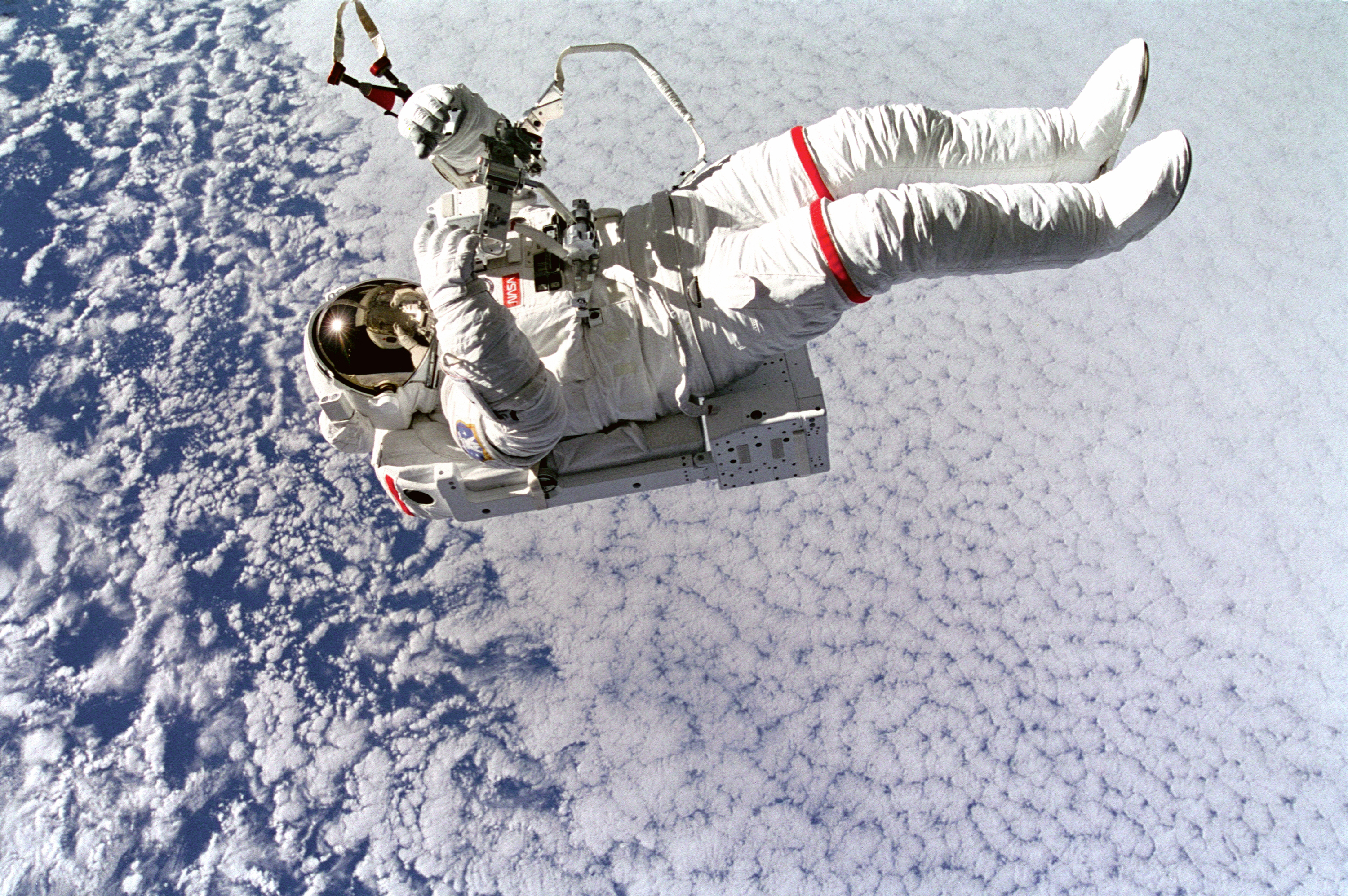
Testwerkzaamheden door Mark Lee met SAFER tijdens STS-64

## Ontwerp
SAFER wordt aangebracht rond de ondersteunde rugzak van het ruimtepak en belemmert op geen enkele manier de mobiliteit van het pak. De vluchteenheid is uitgerust met een handbedieningsmodule die is bevestigd aan de Display and Control Module (DCM) van het pak. De handcontroller biedt zes vrijheidsgraden voor manoeuvreren via 24 stuwraketten die gebruik maken van gasvormige stikstof.
De SAFER-hoofdeenheid is 35 cm hoog, 66 cm breed en 25 cm diep. De twee armen aan elke kant zijn 53 cm hoog. Elke arm is uitgerust met twaalf kleine stuwraketten die stikstof gebruiken. Het systeem weegt 38,5  kg (inclusief 1.4  kg gas) en kan een snelheid van ongeveer 3  m/s leveren. 

## Constructie
SAFER is mede uitgevonden door voormalige astronaut Joseph Kerwin en Lockheed medewerkers Paul Cottingham en Ted Christian onder een Lockheed-contract met NASA voor het Freedom ruimtestation en werd later gesponsord door het Spaceshuttleprogramma en gebouwd door personeel van Lockheed en NASA. Met de bouw van SAFER werd voldaan aan de eis van het Spaceshuttleprogramma om een middel tot zelfredding te bieden mocht een bemanningslid tijdens een ruimtewandeling losraken van het veiligheidskoord.

## Operationalisering
SAFER werd voor het eerst gebruikt in september 1994 door de astronauten Mark Lee en Carl Meade tijdens STS-64, waarbij een testvlucht werd uitgevoerd zonder veiligheidskoord.  Beide astronauten vlogen met de SAFER omhoog en rond de robotarm van de shuttle, Het systeem werd ook getest tijdens STS-92 door de astronauten Peter Wisoff en Michael López-Alegría.

## Gebruik
SAFER wordt gedragen op ruimtewandelingen buiten het Internationaal ruimtestation (ISS) en werd gedragen op ruimtewandelingen buiten de Space Shuttle. Tot op heden is er geen noodsituatie geweest waarin het systeem moest worden ingezet.